# کوکتل‌ها (فیلم)
کوکتل‌ها (به انگلیسی: Cocktails) یک فیلم به کارگردانی مانتی بنکس است که در سال ۱۹۲۸ منتشر شد.